# Даријан Михајловић
Даријан Михајловић (Београд, 11. новембар 1972) је српски позоришни редитељ и универзитетски професор.

## Биографија
Дипломирао је позоришну и радио режију на Факултету драмских уметности у Београду у класи професора Љубомира Драшкића. Био је стипендиста Фонда „Мадлена Јанковић” у области драмских уметности.
Почетак његовог позоришног рада је био у омладинском позоришту ДАДОВ.
Уметнички директор позоришта ДАДОВ  био је од 1994. до 2000. године. Током тог периода водио студио глуме у истом позоришту.
Од 2005. радио је као секретар за културу града Београда. Током периода обављања функције није режирао.
Један је од оснивача, редитељ и продуцент позоришне трупе Торпедо. Са Торпедом до сада обишао је скоро све европске земље и неке од најзначајнијих европских фестивала.
Саветник је Зуерцхертхеатер Спектакел, фестивала у Цириху.
Био је председник управног одбора Синдиката Драмских Уметника Србије од 1999 до 2002-ге године и председник савета БИТЕФ фестивала 2000-2004.
У периоду 2014/2016 режирао је неколико представа у Берлину, у Монбижу театру и Мерхенхуте. Његова представа Тартиф је проглашена за један од највећих културних догађаја у 2015.години у Берлину.
Написао је два драмска текста.
Ради као ванредни професор на Факултету драмских уметности у Београду, на предмету позоришна режија.
Он сматра да у позоришту може доћи до помирења прве и друге Србије

## Награде
- Две награде за најбољу режију на фестивалу БАП.[6]
- Награда Јоаким Вујић за најбољу режију 1998. године за представу Копље Ужичког позоришта[6]
- Златни ћуран за најбољу режију представе Лаки комад Крушевачког позоришта (Јагодина 2001. године)[2]
- Награда за најбољу режију и за најбољи кратки играни филм (ЗЛАТНА ПЛАКЕТА Града Београда) на фестивалу кратког, документарног и анимираног филма (Београд 2000)
- Специјална награда жирија и ЗЛАТНА ПОМОРАНЏА на фестивалу кратког и документарног филма у Анталији (Турска)[2]
- Годишња награда за најбољу представу у целини Српског народног позоришта у Новом Саду, за  Вердијеву оперу Магбет, 2002.[2]

## Режиране представе
Режирао је преко четрдесет драма и четири опере.
- У поверењу, 01.06.1995, Београд, Београдско драмско позориште[6]
- Полицајци, 19.03.1996, Београд, Атеље 212[6]
- Протекција, 21.11.1996, Крушевац, Крушевачко позориште[6]
- Клиње, 13.05.1997, Београд, Позориште Бошко Буха[6]
- Класни непријатељ, 17.05.1998, Београд, Београдско драмско позориште[6]
- Копље, 15.09.1998, Ужице, Народно позориште[6]
- Видимо се у Ден Хагу, Београд, Култ театар[6]
- Лаки комад, 05.05.2000, Крушевац, Крушевачко позориште[6]
- Пацоловац, 22.04.2001, Крушевац, Крушевачко позориште[6]
- Магбет, 22.12.2001, Српско народно позориште[2]
- Лаку ноћ децо, 24.12.2001, Београд, Позориште 'Бошко Буха'[6]
- Два витеза из Вероне, 12.05.2002, Београд, Позориште 'Бошко Буха'[6]
- Убиство сестре Џорџ, 17.05.2002, Београд, Београдско драмско позориште[6]
- Коме верујете?, 03.03.2004, Нови Сад, Српско народно позориште[6]
- Школа, 21.06.2004, Београд, Мало позориште Душко Радовић[6]
- Слепи миш, 21.12.2004, Нови Сад, Српско народно позориште[6]
- Два витеза из Вероне, Београд, Позориште 'Бошко Буха'[6]
- Амселфелд, 20.09.2007, Београд, Битеф театар[6]
- Моћ судбине, 11.04.2009, Београд, Народно позориште[6]
- На слово, на слово, 17.04.2010, Београд, Позориште на Теразијама[6]
- Седам и по, 21.04.2011, Нови Сад, Новосадско позориште - Úјвидéки сзíнхáз[6]
- Грађанин племић, 29.06.2012, Београд, Народно позориште[6][11]
- Киша, 09.02.2014, Београд, Позориште 'Бошко Буха'[6]
- Црвенкапа, 27.04.2015, Београд, Позориште 'Бошко Буха'[6]
- Вечити младожења, 05.12.2016, Нови Сад, Српско народно позориште[6]
- Бубамарац, 23.02.2017, Београд, Позориште лутака „Пинокио”[6]
- Флорентински шешир, 10.12.2017, Београд, Позориште 'Бошко Буха'[6]
- Школа, 09.05.2018, Београд, Врачарски омладински центар ДАДОВ[6]
- Љубав у Савамали,[1] 16.11.2018, Београд
- Дантонова смрт[2]
- Overlapping[2]
- Животињска фарма[2]
- Етно циркус[2]
- На слово, на слово[8]
- Тартиф[12]
- Веселе жене Винџорске[13]
- Вртешка[14]
- Девојке без руку[15]
- Флорентински шешир[16]
- Ноћ лудака у господској улици[16]
- Неколико представа по бајкама браће Грим[17]